# Henri Dapples
Henri Dapples (Génova, 4 de mayo de 1871 - Zúrich, 9 de mayo de 1920) fue un futbolista italiano, nacionalizado suizo. Fue el primer delantero en la historia del Genoa Cricket & Football Club.

## Biografía

### Primeros años
Hijo de un banquero suizo de Lausana. Nació en Génova pero estudió agronomía en Zúrich, donde obtuvo la nacionalidad suiza. Luego de egresarse retornó a Italia.
Además de tener orígenes en la alta burguesía, tenía 3 tíos maternos, Jean, Charles y Eugenio De Fernex, que fueron pioneros del fútbol en Turín.

### Carrera como futbolista
En 1898 se une al equipo de fútbol del Genoa CFC donde jugó durante seis años. Fue parte del conjunto que logró, en 1898, el primer campeonato italiano. Además se consagró campeón en los campeonato de 1899, 1900, en 1902 y 1903. El 29 de octubre de 1903 se retiró, a los 32 años. Jugó toda su carrera en el Genoa, donde disputó 10 partidos y convirtió tan solo tres goles.
A forma de homenaje se creó el trofeo Palla Dapples, una competencia de clubes italianos que perduró entre 1903 y 1909.

### Vida después del fútbol
Se trasladó a una villa en Grezzano que le dio su tío Edmond Dapples, un conocido excirujano. Allí se casó en 1917 y tiempo después volvió a Zúrich, donde al caer enfermo falleció en una clínica suiza a causa de un cáncer, a la edad de los 49 años.

## Clubes
| Club  | País   | Año         |
| ----- | ------ | ----------- |
| Genoa | Italia | 1898 - 1903 |

## Palmarés
| N.º | Título              | Equipo       | País   | Año  |
| --- | ------------------- | ------------ | ------ | ---- |
| 1   | Campeonato Italiano | Genoa C.F.C. | Italia | 1898 |
| 2   | Campeonato Italiano | Genoa C.F.C. | Italia | 1899 |
| 3   | Campeonato Italiano | Genoa C.F.C. | Italia | 1900 |
| 4   | Campeonato Italiano | Genoa C.F.C. | Italia | 1902 |
| 5   | Campeonato Italiano | Genoa C.F.C. | Italia | 1903 |